# 塞尔热
塞尔热（法語：Sergey）是瑞士联邦西部法语区的沃州下设的一个镇。在行政上属于沃州北汝拉区管辖。塞尔热的总面积为1.46平方公里。截至2010年底，总人口为144。